# Disco de Chinkultic
El disco de Chinkultic o anillo de Chinkultic es una escultura de piedra tallada en altorrelieve perteneciente a la cultura maya que servía como marcador en el juego de pelota para dividir el terreno de la cancha. De acuerdo a la fecha que lleva inscrita, fue esculpida durante el Período Clásico mesoamericano, en el año 591 d. C., fue hallada en la zona arqueológica de Chinkultic, cerca de Comitán, Chiapas en México. El disco de Chinkultic representa la connotación sagrada y religiosa del ritual del juego pelota en la cultura maya y su relación con las creencias mitológicas, algunos elementos grabados en el monumento vinculan la escena con el relato mítico de Hunahpú e Ixbalanqué los héroes gemelos de la mitología maya. Se encuentra en exhibición permanente en el  Museo Nacional de Antropología de la Ciudad de México.

## Descripción
Es un disco de piedra caliza cuyo diámetro es de 56 cm con un espesor de 13 cm. En su parte central se encuentra representado un jugador de pelota, a quien se ha identificado como un gobernante de Chinkultic, ataviado con protecciones en cadera, piernas y antebrazo, golpeando con la cadera una pelota que contiene en su interior una cabeza identificada como un importante símbolo iconográfico que representa el mito de los dioses gemelos Hunahpú e Ixbalanqué, aludiendo a cuando los señores de Xibalbá jugaron a la pelota con la cabeza decapitada de Hunahpú en el inframundo para ser posteriormente derrotados por los gemelos. En su diámetro exterior tiene 11 glifos que narran la fecha de inauguración del campo de pelota donde fue colocado, está escrita en el sistema de datación de la cuenta larga del calendario maya, 9.7.17.12.14 11 Ix 7 Sotz’, de acuerdo a la correlación GMT (Goodman-Martínez-Thompson) su fecha correspondería al 17 de mayo de 591 d. C.
El disco fue hallado durante los trabajos de exploración realizados a principios del siglo XX en el juego de pelota en el Conjunto C de la zona arqueológica de Chinkultic.
El disco de Chinkultic acompañado de la inscripción cultura maya fue utilizado como imagen para el reverso de la moneda de 20 pesos mexicanos entre los años 1980 al 1984, esta moneda es conocida popularmente como la moneda de la cultura maya.